# Mathias Ross
Mathias Ross Jensen (Aalborg, 15 januari 2001) is een Deens voetballer, die bij voorkeur als centrale verdediger speelt. Hij werd in de zomer van 2024 door Galatasaray voor een seizoen verhuurd aan Sparta Praag.

## Clubcarrière

### Aalborg BK
Ross groeide op in Hasseris, Aalborg en startte zijn carrière in 2011 bij Aalborg KFUM. Twee jaar later vertrok hij naar de jeugdacademie Aalborg BK. In juni 2018 werd hij U17 voetballer van het jaar verkozen bij AaB. Op 2 september 2018 maakte hij zijn debuut voor AaB. Hij wist zich op te klimmen tot de vaste selectie van het team. In januari 2019 tekende hij een nieuw contract tot en met 2023. In het het seizoen 2019/20 werd hij basisspeler bij Aalborg. Hij speelde tot de zomer van 2022 bij Aalborg en kwam in die periode tot 104 wedstrijden, waarin hij zes keer scoorde.

### Galatasaray
In september 2022 tekende Ross een vierjarig contract bij de Turkse topclub Galatasaray voor een bedrag van 1,75 miljoen euro. In zijn tweede wedstrijd voor Galatasaray viel Ross echter met een knieblessure uit. Hierdoor miste hij de rest van het seizoen.

### N.E.C.
Op 21 juli 2023 werd bekend dat Ross voor één seizoen werd verhuurd aan N.E.C., dat met Philippe Sandler en Bram Nuytinck op dat moment slechts twee centrale verdedigers in de selectie had. Op 26 augustus maakte Ross zijn debuut voor N.E.C. in de met 3-0 gewonnen thuiswedstrijd tegen RKC Waalwijk. Hij werd veelal als invaller gebracht voor Sandler, die nog wedstrijdritme moest opbouwen. Op 11 november scoorde hij in de uitwedstrijd met FC Twente (3-3) zijn eerste goal voor N.E.C. De wedstrijd erop redde hij als invaller met een doelpunt een punt in het 1-1 gelijkspel met Go Ahead Eagles.

### Sparta Praag
Op 16 juli 2024 werd bekend dat Ross nogmaals werd verhuurd door Galatasaray, ditmaal aan Sparta Praag. 

## Clubstatistieken
| Seizoen                                    | Club            | Competitie      | Competitie | Competitie | Beker | Beker | Internationaal | Internationaal | Totaal | Totaal |
| Seizoen                                    | Club            | Competitie      | Wed.       | Dlp.       | Wed.  | Dlp.  | Wed.           | Dlp.           | Wed.   | Dlp.   |
| ------------------------------------------ | --------------- | --------------- | ---------- | ---------- | ----- | ----- | -------------- | -------------- | ------ | ------ |
| 2018/19                                    | Aalborg BK      | Superligaen     | 9          | 0          | 1     | 0     | —              | —              | 10     | 0      |
| 2019/20                                    | Aalborg BK      | Superligaen     | 23         | 0          | 6     | 1     | —              | —              | 29     | 1      |
| 2020/21                                    | Aalborg BK      | Superligaen     | 26         | 2          | 2     | 0     | —              | —              | 28     | 2      |
| 2021/22                                    | Aalborg BK      | Superligaen     | 28         | 2          | 1     | 0     | —              | —              | 29     | 2      |
| 2022/23                                    | Aalborg BK      | Superligaen     | 8          | 1          | 0     | 0     | —              | —              | 8      | 1      |
| 2022/23                                    | Galatasaray     | Süper Lig       | 0          | 0          | 2     | 1     | —              | —              | 2      | 1      |
| 2023/24                                    | → N.E.C.        | Eredivisie      | 21         | 2          | 4     | 0     | —              | —              | 25     | 2      |
| 2024/25                                    | → Sparta Praag  | 1. česká liga   | 11         | 0          | 2     | 0     | 4              | 1              | 17     | 1      |
| Carrière totaal                            | Carrière totaal | Carrière totaal | 126        | 7          | 18    | 2     | 4              | 1              | 148    | 10     |
| Bijgewerkt tot en met het seizoen 2024/25. |                 |                 |            |            |       |       |                |                |        |        |

## Erelijst
| Süper Lig | 1x | 2022/23 |